# Xanthisma paradoxa
Xanthisma paradoxa là một loài thực vật có hoa trong họ Cúc. Loài này được (B.L. Turner & R.L. Hartm.) G.L. Nesom & B.L. Turner mô tả khoa học đầu tiên năm 2007.